# 玛格丽特·贝尔斯
玛格丽特·贝尔斯（英語：Margaret Bailes，1951年1月23日—），美国前女子田径运动员。她曾代表美国参加1968年夏季奥林匹克运动会田径比赛，获得女子4×100米接力金牌。